# Budy Iłowskie
Budy Iłowskie [ˈbudɨ iˈwɔfskʲɛ] est un village polonais de la gmina de Iłów dans le powiat de Sochaczew et dans la voïvodie de Mazovie.
Il se situe à environ 7 kilomètres à l'est d'Iłów, à 15 kilomètres au nord-ouest de Sochaczew et à 62 kilomètres à l'ouest de Varsovie.